# John W. O'Daniel
John W. « Iron Mike » O'Daniel (15 février 1894 - 27 mars 1975) était un lieutenant général de l'US Army pendant la Seconde Guerre mondiale.

## Biographie
À la tête de la 3e division d'infanterie US, placé sous les ordres de la Ier armée française, il contribue à libérer Colmar en janvier 1945.
Il continue sa carrière durant la guerre de Corée, en tant que Chef du Ier Corps de la 8e Armée américaine. En avril 1954, il prend la tête du Military Assistance Advisory Group dont l'objectif est de former la jeune armée de la République du Sud-Viêt Nam.
Il quitte le service actif le 31 décembre 1955 avec le grade de Lieutenant General.